# Mauritiusi boafélék
A mauritiusi boafélék (Bolyeriidae) a hüllők (Reptilia) osztályába a  pikkelyes hüllők (Squamata) rendjébe és a kígyók (Serpentes) alrendjébe tartozó család.

 2 nem és  2 faj tartozik a családba.

## Rendszerezés
A családba az alábbi nemek és fajok tartoznak
- Casarea (Gray, 1842) – 1 faj
  - rőtpikkelyű boa (Casarea dussumieri)

- Bolyeria (Gray, 1842) –  1 faj
  - mauritiusi boa (Bolyeria multocarinata) - kihalt